# Euphoria (bọ cánh cứng)
Euphoria là một chi bọ cánh cứng Tân Thế giới trong phân họ Cetoniinae. Có khoảng 20-29 loài trong chi Euphoria ở Bắc Mỹ. Chúng hoạt động ban ngày và ăn mật hoa.

## Các loài

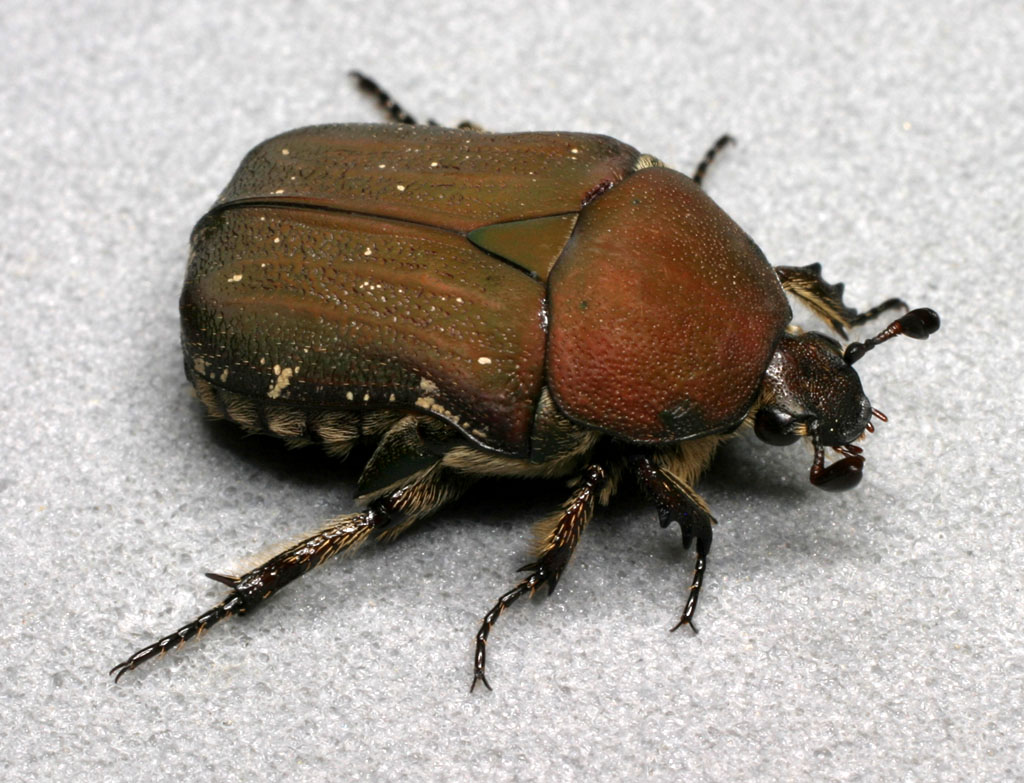
Euphoria herbacea

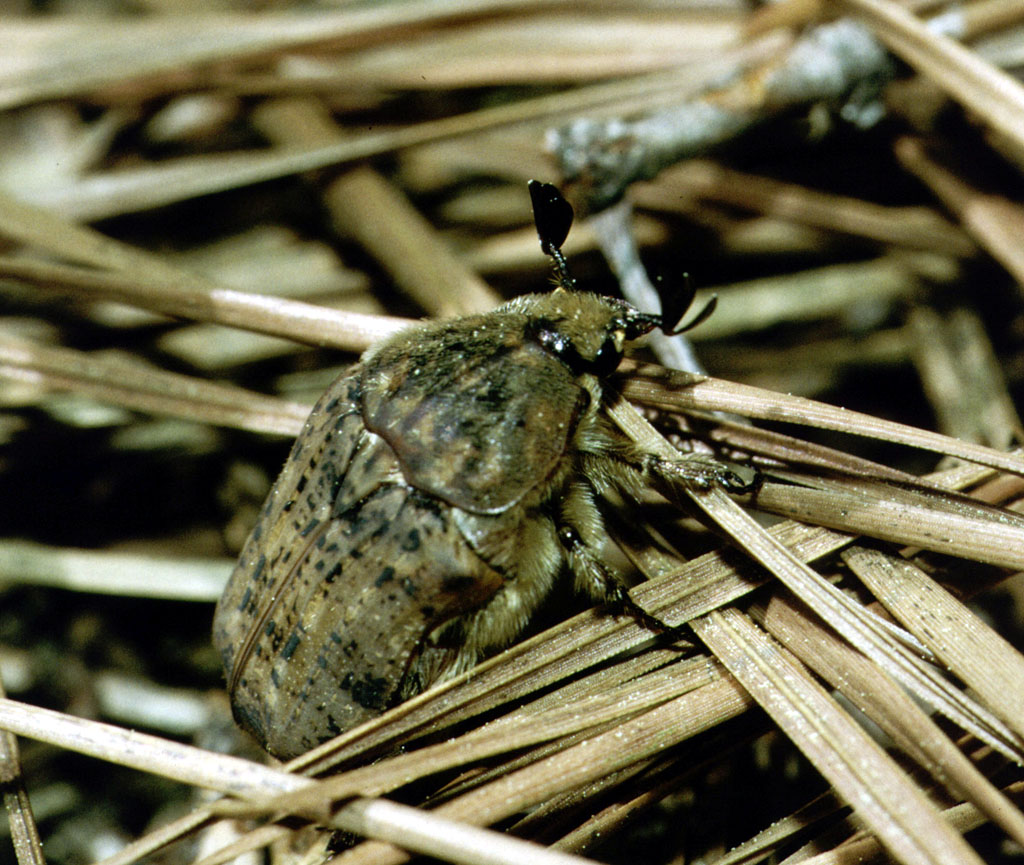
Euphoria inda

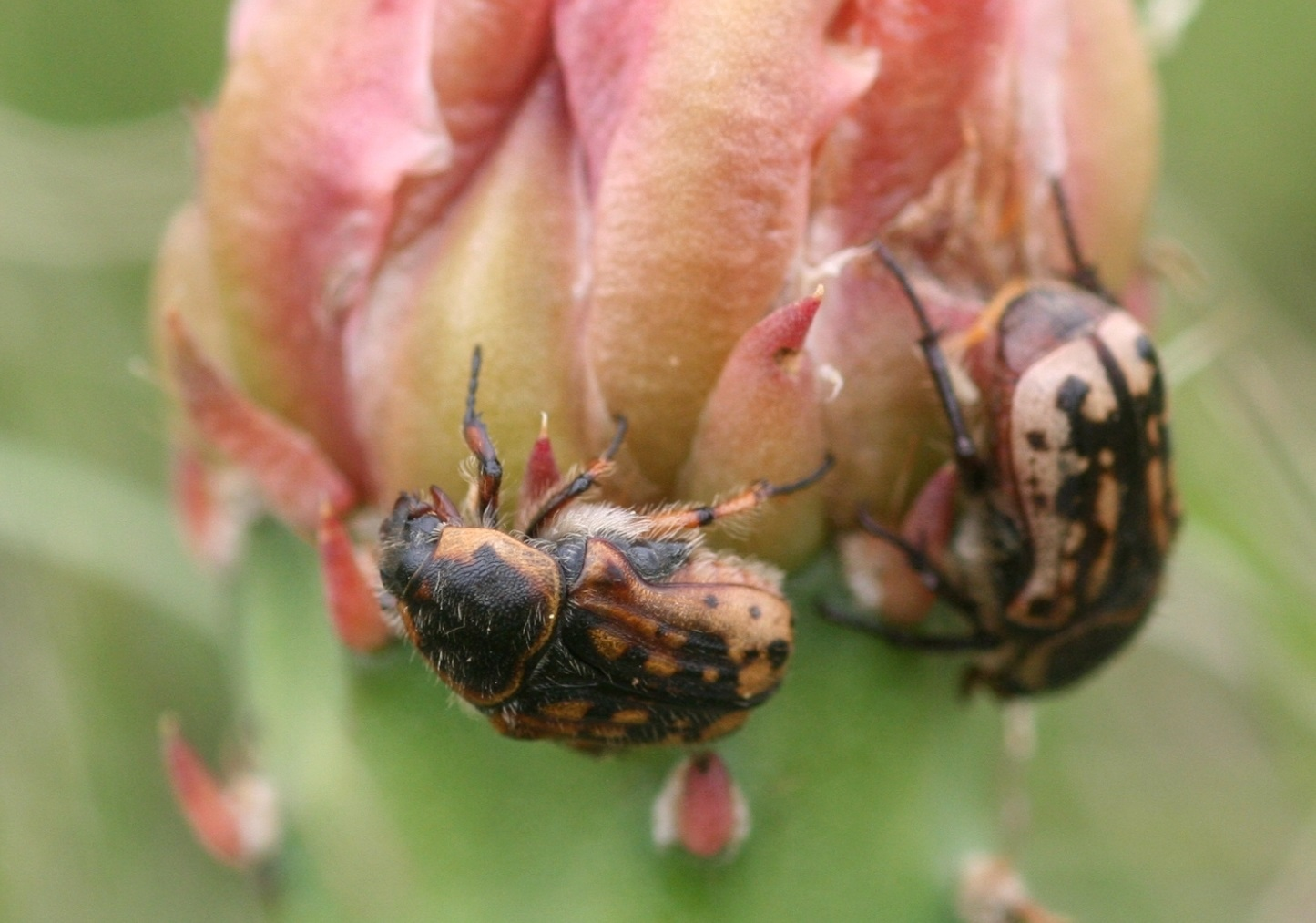
Euphoria kernii

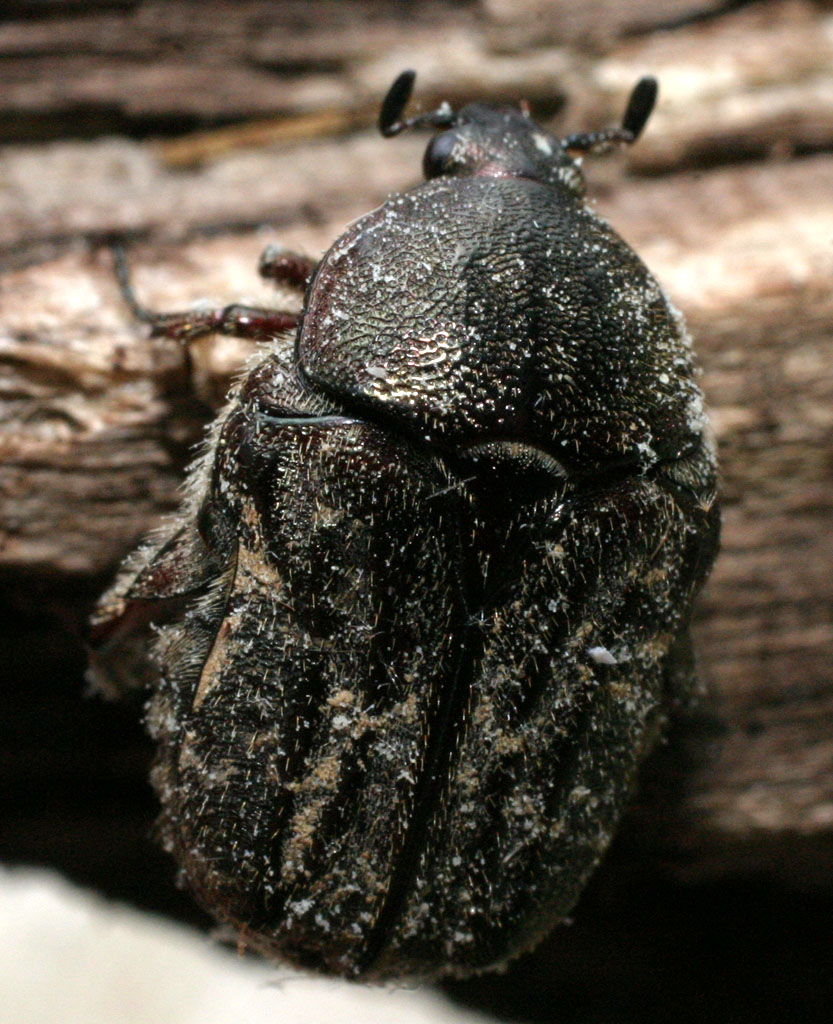
Euphoria sepulcralis

- Euphoria abreona
- Euphoria anneae
- Euphoria areata
- Euphoria avita
- Euphoria basalis
- Euphoria biguttata
- Euphoria bispinis
- Euphoria boliviensis
- Euphoria candezei
- Euphoria canaliculata
- Euphoria canescens
- Euphoria casselberryi
- Euphoria chontalensis
- Euphoria devulsa
- Euphoria dimidiata
- Euphoria diminuta
- Euphoria discicollis
- Euphoria eximia
- Euphoria fascifera
- Euphoria fulgida
- Euphoria fulveola
- Euphoria geminata
- Euphoria hera
- Euphoria herbacea
- Euphoria hidrocalida
- Euphoria hirtipes
- Euphoria histrionica
- Euphoria humilis
- Euphoria inda
- Euphoria iridescens
- Euphoria kernii
- Euphoria lacandona
- Euphoria leprosa
- Euphoria lesueuri
- Euphoria leucographa
- Euphoria levinotata
- Euphoria limbalis
- Euphoria lurida
- Euphoria mayita
- Euphoria montana
- Euphoria monticola
- Euphoria mystica
- Euphoria nicaraguensis
- Euphoria paradisiaca
- Euphoria pilipennis
- Euphoria pulchella
- Euphoria quadricollis
- Euphoria schotti
- Euphoria sepulcralis
- Euphoria sonorae
- Euphoria steinheili
- Euphoria subguttata
- Euphoria submaculosa
- Euphoria subtomentosa
- Euphoria vestita
- Euphoria verticalis
- Euphoria vittata
- Euphoria westermanni
- Euphoria yucateca

## Hình ảnh

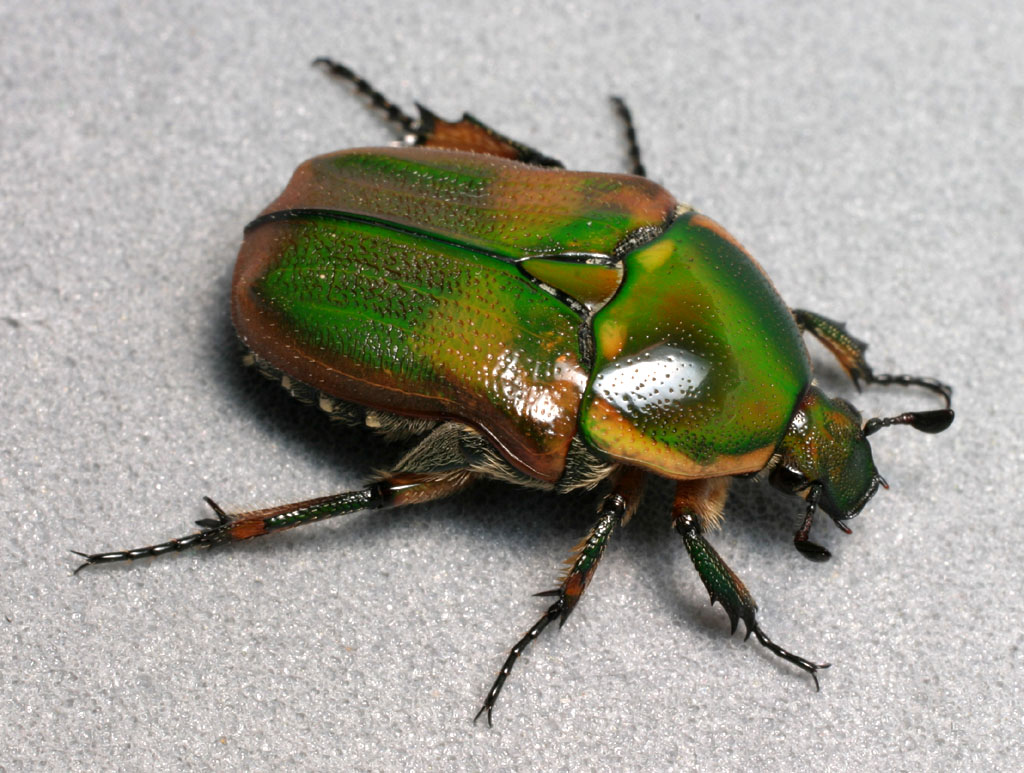
Euphoria fulgida
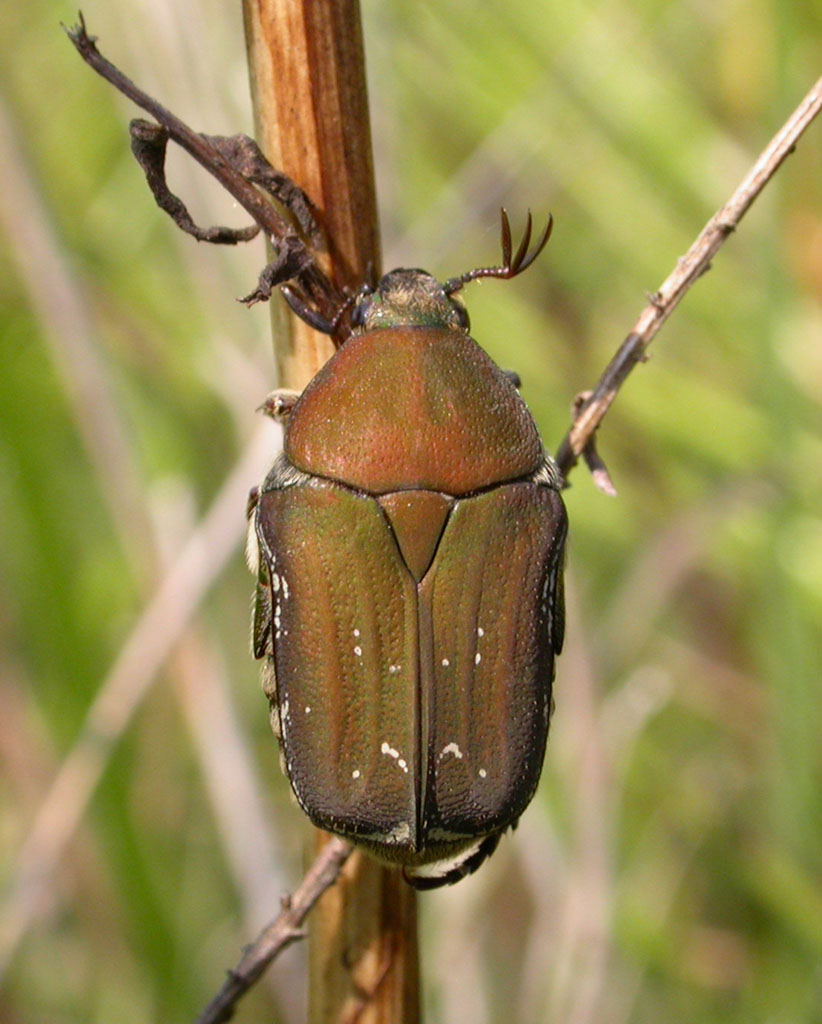
Euphoria herbacea
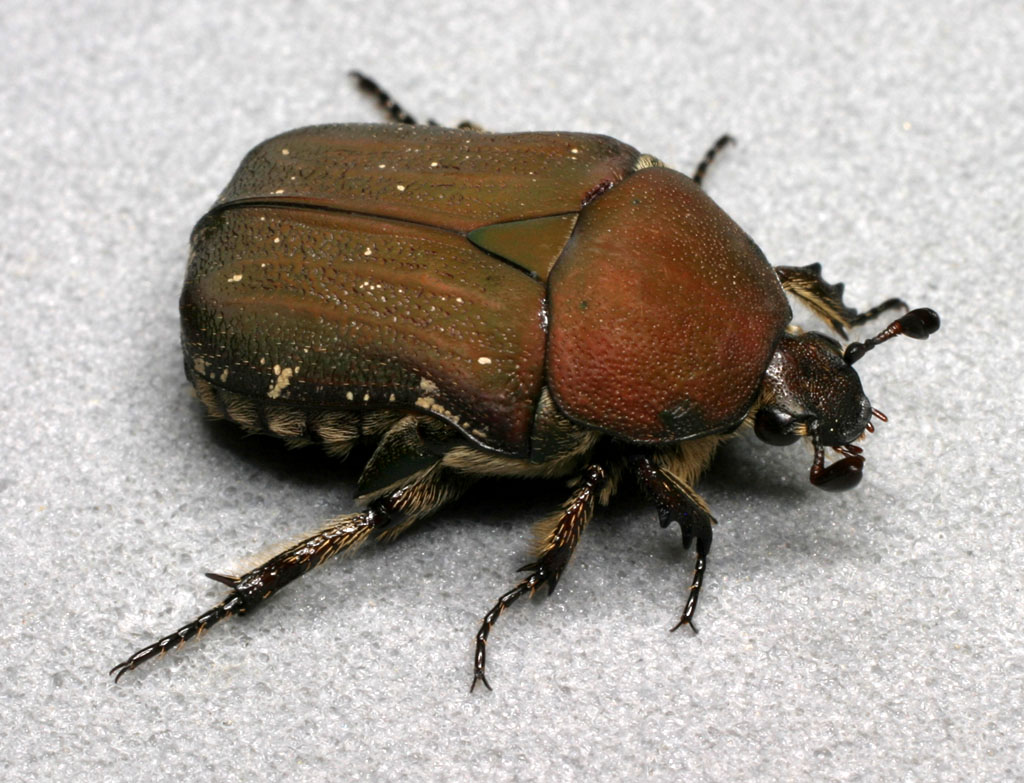
Euphoria herbacea
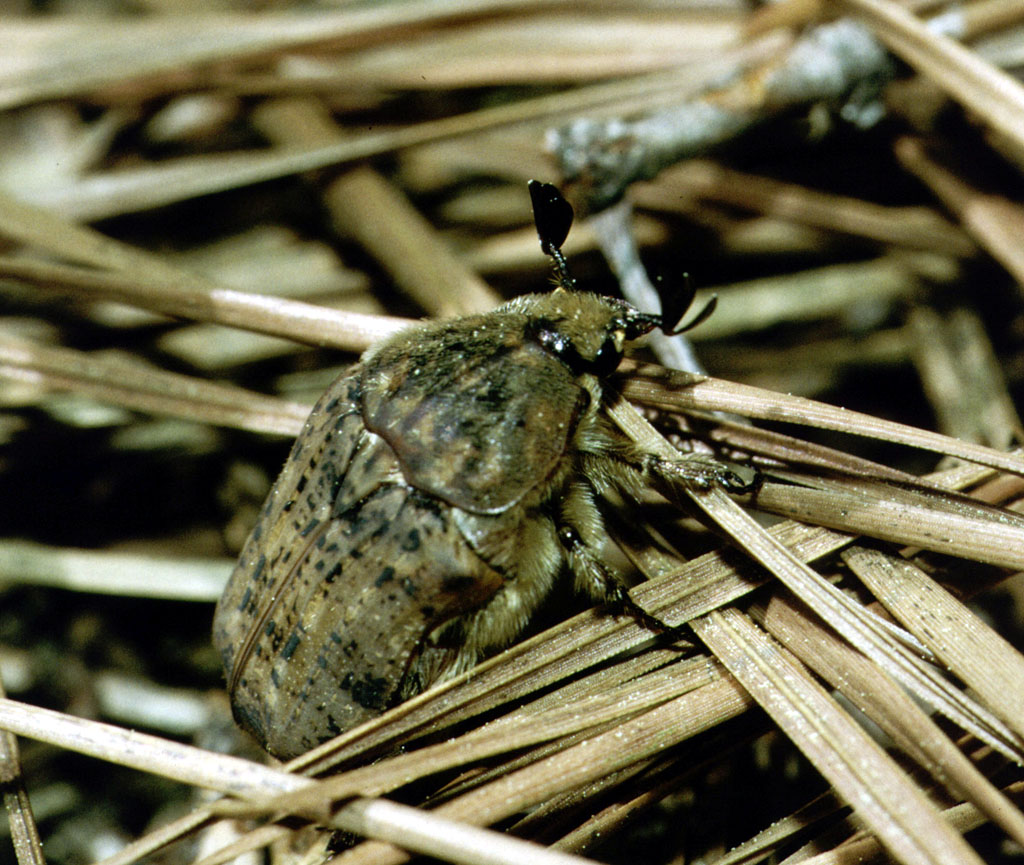
Euphoria inda
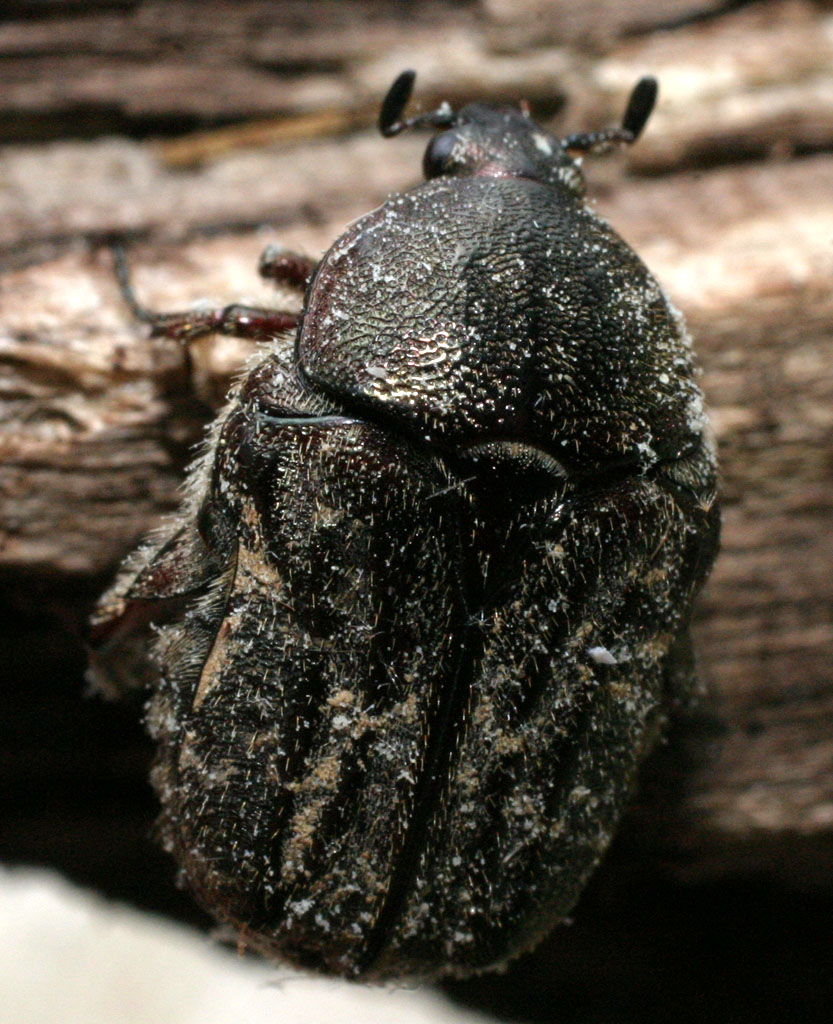
Euphoria sepulcralis